# Успенский костёл (Кобрин)
Костёл Успения Пресвятой Девы Марии — католическая церковь в городе Кобрине Брестской области Белоруссии, построенная в 1843 году. Памятник архитектуры классицизма. Расположен в конце Первомайской улицы по соседству с православной Петропавловской церковью.

## История
Первый деревянный костёл в Кобрине был построен в 1513 году на деньги великого князя литовского Сигизмунда. Его сооружение финансировала и Анна Семёновна, княгиня кобринская. С тех пор костёл неоднократно горел и перестраивался.
В мае 1840 года был утверждён проект строительства нового каменного костёла, составленный в 1839 году архитектором Носковым. На утверждённом проекте стоят подписи архитекторов Шарлемана, Висконти, Ф. Руско, генерал-лейтенанта Дестрена. Строительство костёла было начато в первой половине 1841 года и велось по 1843 год. Храм строился на пожертвования прихожан. 15 августа 1845 года построенный костёл был освящен местным священником Антонием Киселевским. В 1851 году храм был освящен епископом виленским Вацлавом Жилинским в честь Успения Пресвятой Девы Марии.
Каменный костёл имел размеры 35×19 м. Главный фасад был украшен двумя башнями. Храм построен в стиле классицизма. Он — трёхнефный, прямоугольный, с двухскатной крышей. Боковые фасады с прямоугольными окнами и пилястрами в простенке.
В храме были три алтаря, все резные, посеребрённые или позолоченные, с иконами Иисуса Христа, Матери Божьей Остробрамской и святого Антония, последние две — парижского письма. На хорах размещался орган на 12 голосов. Территория костела с трёх сторон была окружена валами, рвами, а от улицы отделена кирпичной оградой с двумя брамами. На погосте находились четыре скульптуры: св. Иоанна, св. Елены, в каменной каплице — св. Анны, а при алтаре — крест с фигурой Спасителя.
Прах Александра Мицкевича, младшего брата Адама Мицкевича, и его семьи покоится на кладбище около костёла. На могиле памятник в виде скорбящего ангела. Здесь же на кладбище находится колоннариум. В 1864 году костёл зарисовал Наполеон Орда.
В 1920 году на кладбище у костёла были захоронены польские солдаты и офицеры, погибшие в битве под Березой 15-17 сентября. В годы Великой Отечественной войны храм практически не пострадал и был открыт для прихожан.
Через несколько лет после окончания войны советские чекисты нашли в храме склад оружия и боеприпасов подпольной организации Союз защитников свободы («Звёнзэк оброньцув вольносьци»), члены которой не признавали сложившихся после войны границ Польши.
В 1962 году костёл был закрыт советскими властями и передан под мебельный склад. Его вновь вернули верующим в 1990 году. Костёл был отреставрирован на средства прихожан польской строительной организацией «Энергополь», которая принимала участие в строительстве газопровода Кобрин-Брест-Варшава.
13 сентября 2008 года на погосте костёла Успения Пресвятой Девы Марии состоялось перезахоронение останков около 60 солдат и офицеров польской армии, погибших в сентябре 1939 года. 13 из них погибли при обороне Кобрина в начальный период Второй мировой войны. Останки остальных солдат и офицеров польской армии были найдены у деревни Подземенье Кобринского района. По свидетельствам местных жителей, эти воины были расстреляны коммунистическими активистами, когда территория района была занята Красной Армией.